# NGC 4316
NGC 4316 (również PGC 40119 lub UGC 7447) – galaktyka spiralna (Sc), znajdująca się w gwiazdozbiorze Panny. Odkrył ją Wilhelm Tempel 17 marca 1882 roku. Należy do Gromady w Pannie.
W galaktyce tej zaobserwowano supernową SN 2003bk.